# Dobrun
Dobrun – wieś w Rumunii, w okręgu Aluta, w gminie Dobrun. W 2011 roku liczyła 582 mieszkańców.